# Cayo Julio Cornuto Tértulo
Cayo o Gayo Julio Cornuto Tértulo (en latín: Gaius Julius Cornutus Tertullus) fue un senador romano, que vivió a finales del siglo I y principios del siglo II, y desarrolló su cursus honorum bajo la dinastía Flavia, Nerva y Trajano. Fue cónsul sufecto durante el Nundinium de septiembre-octubre del año 100 como colega de Plinio el Joven, del cual era amigo personal.

## Orígenes familiares
No está claro cómo se relaciona Cornuto con otros romanos conocidos de su época. Los historiadores señalan que en la única inscripción que conserva su nombre completo falta el centro de la línea correspondiente, y del nombre de su hijo, Cayo Julio Plancio Varo Cornuto, se concluye que el nombre completo de Cornuto puede ser Cayo Julio Plancio Varo Cornuto Tértulo. Esto implicaría que está relacionado de alguna manera con Marco Plancio Varo, un ciudadano de Perge, que fue gobernador proconsular de Bitinia y Ponto. Además, al menos un historiador cree que Cornuto es el padre de Julia Tertula. Sin embargo, Julia Tértula se casó con Lucio Julio Marino Cecilio Símplice, quien fue cónsul sufecto en el año 101, lo que indica que Julia se casó a una edad muy temprana o sería mejor considerada la hermana de Cornuto. Además Olli Salomies, informa que una inscripción inédita prueba que la esposa de Cornuto era una mujer llamada Plancia Magna, lo que explica cómo ese elemento ingresó el nombre de su hijo.

## Carrera política
Su carrera se puede reconstruir a partir de una inscripción encontrada en Toscana. No hay información sobre en qué magistratura sirvió Cornuto Tértulo como miembro del Vigintivirato. El primer cargo que se registra que Cornuto ocupó fue el de cuestor urbano, al que siguió el de edil a medida que avanzaba a través de las magistraturas republicanas tradicionales, antes de ser elegido como pretor por Vespasiano y Tito, probablemente durante su censura de los años 73-74. No se registra la razón específica por la que recibió esta promoción; Al examinar la evidencia, George W. Houston no pudo encontrar evidencia de cómo Cornuto ayudó a la dinastía Flavia durante el Año de los Cuatro Emperadores. Uno debe contentarse con el informe de Suetonio de que Vespasiano encontró al Senado "debilitado por los asesinatos frecuentes de sus miembros y la negligencia y el abandono que sufrió el cuerpo por parte del emperador Nerón y sus sucesores en el año de crisis" y convencido de que Cornuto era uno de "los candidatos italianos y provinciales disponibles" más prestigiosos.
Con rango pretoriano, Cornuto ocupó dos cargos más, primero como legado del gobernador proconsular de Creta y Cirenaica, y luego como gobernador de la provincia de Galia Narbonensis.
Durante los siguientes veinte años no ocupó ningún cargo público del que se tenga constancia además de los ya mencionados durante el gobierno de Vespasiano; el siguiente cargo que ocupó Cornuto fue el de prefecto del aerarium Saturni del 98 al 100, junto con el Joven Plinio como colega. Esta brecha temporal abarca el reinado de Domiciano. Es posible que cayera en desgracia con este Emperador, pero Plinio da la respuesta: en su Panegírico a Trajano, Plinio señala que Cornuto se negó a promover su carrera política bajo Domiciano, negándose así a ocupar cargos durante su reinado.
Después de que Cornuto completó su servicio en el aerarium Saturni, fue nombrado cargo de cónsul sufecto, con su amigo Plinio como colega. Después de esto, las cartas de Plinio muestran que estaba activo en el Senado, participando en el juicio de Mario Prisco por mala gestión mientras era procónsul de África, y defendiendo Publicio Certo cuando Plinio procesó a este ex delator o informante. Luego fue nombrado curator de la Via Emilia, un logro que Plinio informó con entusiasmo a su amigo Paterno en el momento en que se enteró. Después de esto, recibió la tarea de realizar un censo en la Galia Aquitania como gobernador de esta provincia, a lo que siguió la gobernación de Bitinia y Ponto entre los años 112 y 115, sucediendo a Plinio, fallecido en el ejercicio del cargo en esa provincia. El apogeo de su carrera llegó cuando Cornuto fue nombrado gobernador proconsular de Asia entre los años 116/117.
La fecha de su muerte es desconocida. Si asumimos que tenía alrededor de 30 años cuando fue elegido pretor, la edad legal que tenía esa magistratura, alrededor de los años 73-74, habría tenido más de setenta cuando concluyó su mandato en la provincia de Asia, por lo que es probable que Cornuto muriera poco después de ejercer ese cargo.